# Aparicio Méndez
Aparicio Méndez Manfredini (ur. 24 sierpnia 1904 w Riverze, zm. 27 czerwca 1988 w Montevideo) – prawnik i polityk urugwajski, prezydent kraju w latach 1976–1981. Aparicio Méndez wywodzi się z prawego skrzydła Partii Narodowej (Blanco).
Profesor prawa administracyjnego na uniwersytecie w Montevideo, pełnił funkcję Ministra Zdrowia w latach 1961-1964. Został mianowany na prezydenta przez juntę wojskową.
Méndez był jednym z wielu cywilnych polityków, którzy uczestniczyli w cywilno-wojskowej administracji podczas napięć społecznych w 1973. Udało mu się uzyskać reputację wśród niezadowolonych wojskowych, dzięki czemu otrzymał władzę dyktatorską.